# Xã Norway Lake, Quận Wells, Bắc Dakota
Xã Norway Lake (tiếng Anh: Norway Lake Township) là một xã thuộc quận Wells, tiểu bang Bắc Dakota, Hoa Kỳ. Năm 2010, dân số của xã này là 46 người.